# Thumb (Band)
Thumb war eine in den 1990er Jahren erfolgreiche Crossover-Band. Frontmann und Sänger war der Skateboarder Claus Grabke.

## Bandgeschichte
Thumb wurde 1993 in Gütersloh gegründet. 1994 wurden erste Demos aufgenommen und im März 1995 ein Plattenvertrag bei EMI unterschrieben. Am 14. September erschien das erste Album Thumb und die Band tourte mit Bad Religion, Dog Eat Dog, Henry Rollins, Beatsteaks und Such a Surge durch Deutschland. Am 5. Mai 1997 erschien das zweite Album Exposure. Die darauf folgende Tour führte Thumb 1998 zur Vans Warped Tour in die USA, wo sie in drei Wochen dreizehn Auftritte vor knapp 180.000 Zuschauern absolvierten. Die Zeitschrift Visions wählte Exposure bei den 100 wichtigsten Platten der 90er auf Platz 57.
Nach einer zweijährigen Bandpause begannen Thumb im Frühjahr 2000 mit den Aufnahmen für das dritte Album. Der plötzliche Ausstieg des Gitarristen Axel Hilgenstöhler Mitte des Jahres und der darauf folgende Einstieg von Axel Pralat als neuer Gitarrist warf die Band im Aufnahmeprozess weit zurück. Alle neuen bisher aufgenommenen Songs wurden wieder verworfen.

„Es ging nicht darum, dass wir einen neuen Gitarristen finden, der einfach die Lücke füllt. Wir wollten mal wieder als Einheit richtige Songs schreiben. In den zurückliegenden drei Jahren haben wir das immer wieder krampfhaft versucht, doch unsere Ansprüche wurden nie richtig befriedigt.“

Das am 21. Mai 2001 erschienene Album wurde 3 benannt und stieg direkt auf Platz 59 der deutschen Albumcharts ein. Nach der Tour zum Album wurde es ruhig um die Band und die Mitglieder verteilten sich in verschiedene Richtungen. Schlagzeuger Steffen Wilmking ging zu den H-Blockx, Bassist Jan-Hendrik Meyer zu Hudson, Sänger Claus Grabke zu den Alternative Allstars und Gitarrist Axel Pralat zu Waterdown.
Jahre nach der Auflösung veröffentlichte die Band 2005 ein letztes offizielles Statement auf ihrer Homepage:

„Es wird weder an neuen Songs gearbeitet, noch an einem neuen Album. Jeder geht seine eigenen Wege nach und es sieht nicht so aus, als würden sich die Wege in absehbarer Zeit wieder kreuzen. […] Es würde leider keinen Sinn machen, hier eine große THUMB-Reunion anzukündigen.“

## Diskografie

### Alben
| Jahr | Titel Musiklabel | Höchstplatzierung, Gesamtwochen, AuszeichnungChartsChartplatzierungen (Jahr, Titel, Musiklabel, Platzierungen, Wochen, Auszeichnungen, Anmerkungen) | Anmerkungen                                                                               |
| Jahr | Titel Musiklabel | DE | Anmerkungen                                                                               |
| ---- | ---------------- | --- | ----------------------------------------------------------------------------------------- |
| 1995 | Thumb EMI        | DE87 1 (2 Wo.)DE | Erstveröffentlichung: 14. September 1995 Wiederveröffentlichung: 25. Juni 1996 als Encore |
| 1997 | Exposure EMI     | DE19 2 (6 Wo.)DE | Erstveröffentlichung: 1. April 1997 Wiederveröffentlichung: 1998 als Maximum Exposure     |
| 2001 | 3 EMI            | DE59 (1 Wo.)DE | Erstveröffentlichung: 21. Mai 2001                                                        |

### Demos
| Jahr | Titel          | Anmerkungen                                 |
| ---- | -------------- | ------------------------------------------- |
| 1993 | 1st Thumb Demo | Erstveröffentlichung: 1993 im Eigenvertrieb |

### Singles
| Jahr | Titel         | Album    |
| ---- | ------------- | -------- |
| 1995 | Red Alert     | Thumb    |
| 1996 | No More Blood | Thumb    |
| 1996 | Red Alert ’96 | Encore   |
| 1996 | Aside         | Encore   |
| 1997 | Sell Myself   | Exposure |
| 1997 | Seize the Day | Exposure |
| 1998 | Break Me      | Exposure |
| 2001 | Down Like Me  | 3        |
| 2001 | Youth         | 3        |